# 淡黄绿凤仙花
淡黄绿凤仙花（学名：Impatiens chloroxantha）为凤仙花科凤仙花属的植物，为中国的特有植物。分布于中国大陆的浙江等地，生长于海拔500米至700米的地区，一般生于山地沟谷林中及沟边阴湿处，目前尚未由人工引种栽培。